# 가디언의 전설
가디언의 전설(Legend of the Guardians: The Owls of Ga'Hoole)은 2010년에 개봉한 컴퓨터 애니메이션 영화이다.

## 줄거리
인간들이 모르는 하늘 위 세상, 왕국을 지배할려는 사악한 순수 혈통들과 그들로부터 왕국을 보호할려는 가디언들과의 대전투에 대한 위대한 전설이 있었다. 어린 소렌은 전투에서 승리한 후, 위대한 가훌 나무에 은둔한 채 왕국에 위기가 닥쳤을 때만 그 모습을 드러낸다는 전설 속 가디언들을 굳게 믿으며, 언젠가는 자신도 그들과 함께할 날을 꿈꾼다. 어느 날, 소렌을 질투한 형 클러드 때문에 비행 연습 중에 나무 위에서 떨어진 두 형제는 사악한 순수 혈통들에게 납치당해 그들의 손아귀에 붙잡힌다. 다른 올빼미들의 도움으로 가까스로 탈출에 성공한 소렌은 그들과 함께 사악한 순수 혈통들을 물리칠 수 있는 마지막 희망인 전설 속 가디언들을 찾아, 위대한 가훌 나무가 있다는 바다 너머 안개 속 세상을 향해 날아간다. 전설 속 가디언들이 존재하는지는 아무도 알 수 없지만 자유를 위해, 꿈을 위해 소렌은 믿음의 날개 짓을 멈추지 않는다!

## 주요 등장 인물
- 소렌: 원숭이 올빼미. 자신을 질투한 형 클러드 때문에 나무 둥지에서 떨어져서, 사악한 순수 혈통들에게 납치되고 만다. 그들의 본거지에서 어렵게 탈출한 후, 사악한 순수 혈통들과 함께 싸워줄 전설 속 가디언들을 찾으러 떠나게 된다. 과연 소렌은 전설 속 가디언들과 함께 올빼미 왕국을 위협하는 사악한 순수 혈통들을 몰아낼 수 있을까?
- 클러드: 원숭이 올빼미. 소렌의 형. 부모님의 사랑을 독차지하는 소렌을 질투해서 위험한 장난을 치다가, 소렌과 함께 나무 둥지에서 떨어져서 사악한 순수 혈통들에게 소렌과 함께 납치된다. 평소 싫어했던 소렌을 없애기 위해서 엄청난 음모를 꾸미는데...
- 에글렌틴: 원숭이 올빼미. 소렌의 여동생. 소렌이 끔찍히 아끼는 하나뿐인 여동생. 하지만 상상도 못할 엄청난 운명이 기다리고 있었는데...
- 녹터스: 원숭이 올빼미. 소렌의 아빠. 소렌의 아빠로, 소렌에게 전설 속 가디언들을 믿게 한 장본인이다. 하지만 상상도 못할 엄청난 운명이 기다리고 있었는데...
- 마렐라: 원숭이 올빼미. 소렌의 엄마. 녹터스의 배우자로, 소렌의 엄마다. 하지만 상상도 못할 엄청난 운명이 기다리고 있었는데...
- 플리시버 부인: 소렌이 사는 나무 둥지의 가정부 뱀이다. 하지만 상상도 못할 엄청난 운명이 기다리고 있었는데...
- 길피: 요정 올빼미. 사악한 순수 혈통들의 본거지에서 소렌과 만나 친구가 되고, 같이 작전을 짜서 탈출한다. 몸집이 작고 힘이 약하지만, 아주 똑똑하다. 소렌이 위험에 처할 때마다 도와주는 착한 올빼미.
- 트와일라잇: 큰 회색 올빼미. 알에서 부화한지 얼마 되지 않았을 때부터 납치 당해서 고아로 자랐다. 말보단 행동이 앞서는 타입이다. 하지만 몸집도 크고, 힘과 실력도 아주 뛰어나다. 소렌과 길피가 사악한 순수 혈통들의 본거지를 탈출한 후, 우연히 만났다. 소렌과 길피의 이야기를 듣고, 3번째로 소렌 일행에 들어온다.
- 디거: 굴파기 올빼미. 다른 올빼미들과는 달리, 날기를 잘 못한다. 하지만 땅에서 달리기 실력과 굴파기 실력은 누구보다 뛰어나다. 4번째이자 마지막으로 소렌 일행과 합류한다.
- 에질리브: 구레나룻 스크리치 올빼미. 전설 속 가디언들을 가르치는 선생님들 중 한 명이자 소렌의 멘토. 왕국을 통틀어서, 가장 머리가 좋은 올빼미다. 전설 속 가디언들을 찾아온 소렌 일행한테 큰 도움을 준다. 하지만 그에게도 역시 끔찍한 위험이 도사리고 있었는데...
- 메탈비크: 검정가면 올빼미. 사악한 순수 혈통들을 이끄는 국왕이자 대악당. 누군가에게 얼굴을 심하게 다쳐서, 가면을 쓰고 있다. 왕국을 통틀어서 가장 잔인하고, 사악한 올빼미다. 왕국을 지배할려는 야심에 사로잡혀 있다. 마지막에 소렌과 목숨을 건 치열한 전투를 벌이게 되는데...
- 나이라: 원숭이 올빼미. 메탈비크의 배우자이자 사악한 순수 혈통들의 여왕. 끝까지 메탈비크의 편을 들고, 소렌 일행과 결투를 치르는데...
- 그림블: 북방 올빼미. 소렌과 길피가 사악한 순수 혈통들의 본거지를 탈출할 때, 가장 큰 도움을 준 올빼미다. 그는 사악한 순수 혈통들 중에서도 간부였기 때문에 소렌과 길피한테 도움을 줄 때, 소렌과 길피는 큰 충격을 받았다. 왜 도와주는 거냐고 묻자, 그는 자신의 슬픈 과거를 가르쳐 준 후, 소렌과 길피가 탈출에 성공했을 때 사악한 순수 혈통들에게 들켜서 죽임을 당한다.

## 평가
평가가 그리 좋지 않았다. 8000만 달러의 제작비를 투입해서 전 세계적으로 1억 4000만 달러를 벌었으니, 그리 대박은 아니었다. 또 대놓고 못 만들었다고 하는 사람들도 많고. 잭 스나이더 감독이 만든 영화들 중에서 왓치맨이라는 것도 평가가 나빴는데, 왓치맨이라는 작품은 박스오피스 1위를 한 번이라도 했음에도 불구하고, 가디언의 전설은 박스오피스에서도 1위를 하지 못했다고 한다. 그래서 2편은 못 만들 것 같다고 한다.

## 한국판 성우진
- 엄상현 - 소렌
- 최원형 - 클러드
- 이현진 - 길피
- 조동희 - 트와일라잇
- 전광주 - 디거
- 장승길 - 이즐립
- 정승욱 - 알로미어
- 김병관 - 메탈비크
- 구민선 - 나이라
- 노민 - 그림블
- 나수란 - 플리씨버